# Düne
Düne (Deens: Dynen, Noord-Fries: de Halem) is een eiland in het Duitse Noordzeegebied dat als enige toebehoort aan de eilandengroep Helgoland.

## Ligging
Het kleine Düne, dat als een strandeiland gezien wordt, behoort toe aan de Duitse deelstaat Sleeswijk-Holstein. Achter de zeestraat Reede, die in Noord en Zuid-Reede verdeeld is, ligt Düne ongeveer 1,5 kilometer oostelijker dan het hoofdeiland Helgoland. Düne ligt in het natuurgebied Helgoländer Felssockel.
Het eiland is in zijn maximale grootte 1,25 kilometer lang en 850 meter breed.

## Geschiedenis
Tot de 17e eeuw was Düne met Helgoland verbonden. In nieuwjaarsnacht 1721 werd door een grote stormvloed de duinen van Helgoland 'afgerukt'. Het eiland dat toen ontstaan is werd daarom Düne (Nederlands:Duin) genoemd. In 1935 was het eiland 10 hectare groot. In 1940 werd door de nazi-regering het eiland vergroot tot 40 hectare. Deze vergroting was voor militair gebruik. Op Düne is toen een vliegveld gebouwd, dat tegenwoordig nog gebruikt wordt. Het eigenlijk kunstmatige eiland is nog steeds 40 hectare groot.

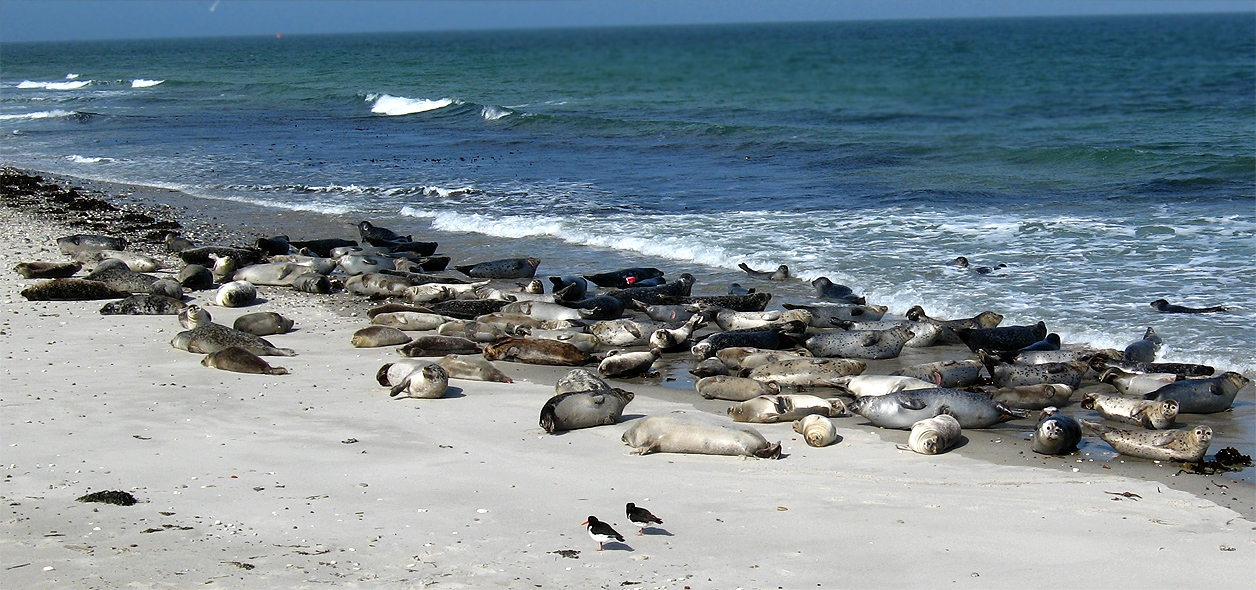
Een groep zeehonden op het Oosterstrand van Düne

## Toerisme
Op het eilandje zijn bungalowparken, een kampeerterrein en het vliegveld van Helgoland.
Het vliegveld heeft drie startbanen, de langste is 500 m lang.
Zolang het weer het toelaat, zijn er dagelijks vluchten met Oost-Friesland,
Büsum en Bremerhaven.
Vanaf het hoofdeiland Helgoland vaart overdag om de tien minuten een pendelbootje naar Düne en weer terug. De laatste overtocht vindt rond elf uur 's avonds plaats.
Het Zuiderstrand op het eiland is door de gunstige stroming van water en wind erg geliefd bij kinderen en gezinnen. Het Oosterstrand is een steenstrand. Op dit strand zijn fossiele belemnieten, zee-egels en ammonieten te vinden. Op het gehele eiland zijn zowel Gewone zeehonden als Grijze zeehonden van dichtbij te zien, welke tot 30 meter benaderd mogen worden. Rond december/januari baren de Grijze zeehonden jongen en is het strand gedeeltelijk afgesloten.